# Spatule à bière
 (mai 2021).
Si vous disposez d'ouvrages ou d'articles de référence ou si vous connaissez des sites web de qualité traitant du thème abordé ici, merci de compléter l'article en donnant les références utiles à sa vérifiabilité et en les liant à la section « Notes et références ».
Une spatule à bière est un ustensile de tenue de bar permettant d'éliminer le trop plein de mousse formé lors du remplissage d'une bière à la pression.
Généralement en bois (ou en plastique), elle mesure de 20 à 25 cm de long et a typiquement la forme du bec de la spatule.
On appelle aussi parfois ainsi le fourquet, la grande cuillère à brasser dont se servent les brasseurs lors de la confection de la bière.